# Newtonov potencial
Newtonov potenciál (ali newtonovski potenciál) [njútnov ~ / njútonovski ~] je v matematiki operator v vektorski analizi, ki se obnaša kot inverz negativnega Laplaceovega operatorja na zveznih in v neskončnosti dovolj hitro razpadajočih funkcijah. Kot tak je osnovni predmet preučevanja v teoriji potenciala. V svoji splošni naravi je to singularni integralski operator, definiran prek konvolucije s funkcijo, ki ima matematično singularnost v izvoru, newtonsko jedro {\displaystyle \Gamma \!\,}, ki je fundamentalna rešitev Laplaceove enačbe. Imenuje se po Isaacu Newtonu, ki ga je prvi odkril in dokazal, da je harmonična funkcija v posebnem primeru treh spremenljivk, kjer je služil kot osnovni gravitacijski potencial v Newtonovem splošnem gravitacijskem zakonu. V moderni teoriji potenciala se Newtonov potencial namesto tega obravnava kot elektrostatični potencial.
Newtonov potencial kompaktno podprte integrabilne funkcije {\displaystyle f\!\,} je definiran kot konvolucija:
{\displaystyle u(x)=\Gamma *f(x)=\int _{\mathbb {R} ^{d}}\Gamma (x-y)f(y)\,\mathrm {d} y\!\,,}
kjer je newtonovsko jedro {\displaystyle \Gamma \!\,} v razsežnosti {\displaystyle d\!\,} definirano kot:
{\displaystyle \Gamma (x)={\begin{cases}{\frac {1}{2\pi }}\log {|x|}&d=2\\{\frac {1}{d(2-d)\omega _{d}}}|x|^{2-d}&d\neq 2\!\,.\end{cases}}}
Tu je {\displaystyle \omega _{d}\!\,} prostornina enotske {\displaystyle d\!\,}-krogle. Včasih so lahko dogovori o predznakih različni – primerjaj  Evans (1998) in  Gilbarg; Trudinger (1983). Za {\displaystyle d=3\!\,} je na primer {\displaystyle \Gamma (x)=-1/(4\pi |x|)\!\,}.
Newtonov potencial {\displaystyle w\!\,} funkcije {\displaystyle f\!\,} je rešitev Poissonove enačbe:
{\displaystyle \Delta w=f\!\,,}
kar pomeni, da je operacija nad Newtonovim potencialom funkcije delni inverz Laplaceovega operatorja. Potem bo {\displaystyle w\!\,} klasična rešitev, ki je dvakrat odvedljiva, če je {\displaystyle f\!\,} omejena in krajevno zvezna po Hölderju, kakor je pokazal Otto Ludwig Hölder. Bilo je odprto vprašanje, ali zadostuje tudi zveznost sama. Henrik Petrini je pokazal, da je to napačno, in je podal primer zvezne {\displaystyle f\!\,}, za katero {\displaystyle w\!\,} ni dvakrat odvedljiv. Rešitev ni edinstvena, saj dodatek katere koli harmonične funkcije k {\displaystyle w\!\,} ne bo vplival na enačbo. To dejstvo je mogoče uporabiti za dokazovanje obstoja in edinstvenosti rešitev Dirichletovega problema za Poissonovo enačbo v ustrezno regularnih domenah in za ustrezno dobro obnašajoče se funkcije {\displaystyle f\!\,}. Najprej se uporabi Newtonov potencial, da se dobi rešitev, nato pa se prilagodi z dodajanjem harmonične funkcije za pridobitev pravilnih mejnih podatkov.
Newtonov potencial je širše definiran kot konvolucija:
{\displaystyle \Gamma *\mu (x)=\int _{\mathbb {R} ^{d}}\Gamma (x-y)\,\mathrm {d} \mu (y)\!\,,}
ko je {\displaystyle \mu \!\,} kompaktno podprta Radonova mera. Zanj velja Poissonova enačba:
{\displaystyle \Delta w=\mu \!\,}
v smislu porazdelitev. Poleg tega, ko je mera pozitivna, je Newtonov potencial podharmoničen na {\displaystyle \mathbb {R} _{d}\!\,}.
Če je {\displaystyle f\!\,} kompaktno podprta zvezna funkcija (ali, splošneje, končna mera), ki je rotacijsko invariantna, potem za konvolucijo {\displaystyle f\!\,} z {\displaystyle \Gamma \!\,} za {\displaystyle x\!\,} zunaj nosilca {\displaystyle f\!\,} velja:
{\displaystyle f*\Gamma (x)=\lambda \Gamma (x),\quad \lambda =\int _{\mathbb {R} ^{d}}f(y)\,\mathrm {d} y\!\,.}
V razsežnosti {\displaystyle d=3\!\,} se to prevede na Newtonov izrek o lupini, da je potencialna energija majhne mase zunaj veliko večje sferično simetrične porazdelitve mase enaka, kot če bi bila vsa masa večjega telesa skoncentrirana v njegovem središču.
Ko je mera {\displaystyle \mu \!\,} povezana z masno porazdelitvijo na dovolj gladki hiperploskvi {\displaystyle S\!\,} (ploskev Ljapunova Hölderjevega razreda {\displaystyle C_{1,\alpha }\!\,}), ki deli {\displaystyle \mathbb {R} _{d}\!\,} na dve območji {\displaystyle D_{+}\!\,} in {\displaystyle D_{-}\!\,}, se newtonski potencial {\displaystyle \mu \!\,} enostavnoplastni potencial. Enostavnoplastni potenciali so zvezni in rešujejo Laplaceovo enačbo, razen na {\displaystyle S\!\,}. Naravno se pojavljajo pri študiju elektrostatike v kontekstu elektrostatičnega potenciala, povezanega s porazdelitvijo električnega naboja na zaprti ploskvi. Če je {\displaystyle \mathrm {d} \mu =f\,\mathrm {d} H\!\,} produkt zvezne funkcije na {\displaystyle S\!\,} z {\displaystyle (d-1)\!\,}-razsežno Hausdorffovo mero, potem je v točki {\displaystyle y\!\,} od {\displaystyle S\!\,} normalni odvod podvržen skokoviti nezveznosti {\displaystyle f(y)\!\,}, ko prečka plast. Poleg tega je normalni odvod {\displaystyle w\!\,} dobro definirana zvezna funkcija na {\displaystyle S\!\,}. Zaradi tega so enostavne plasti posebej primerne za preučevanje Neumannovega problema za Laplaceovo enačbo.